# Pinus pungens
Pinus pungens ist ein immergrüner Nadelbaum aus der Gattung der Kiefern (Pinus) mit meist 5 bis 7 Zentimeter langen, in Gruppen von zwei oder seltener drei wachsenden Nadeln und 5 bis 10 Zentimeter langen Samenzapfen. Das natürliche Verbreitungsgebiet liegt in den Appalachen im Südosten der Vereinigten Staaten. Sie wird in der Roten Liste der IUCN als nicht gefährdet eingestuft. Die Art ist wirtschaftlich nur wenig bedeutend und wird als Feuerholz und zur Herstellung von Zellstoff genutzt.

## Beschreibung

### Erscheinungsbild
Pinus pungens wächst als immergrüner, meist 12 bis 15 Meter hoher Baum. Der Stamm ist gerade oder krumm und erreicht einen Brusthöhendurchmesser von 60 Zentimeter. Der größte bekannte Baum, der 1984 vermessen wurde, erreichte eine Höhe von 28,7 Meter einen Stammdurchmesser von 80 Zentimetern und einen Kronendurchmesser von 14 Metern. Die Stammborke ist dünn, rau und schuppig und zerbricht in rötlich braune bis graubraune, unregelmäßige Platten, die durch flache dunkle Furchen getrennt sind. Die wenigen Hauptäste stehen waagrecht und bilden eine breite, flache Krone. Die benadelten Zweige stehen waagrecht oder aufgerichtet, sie sind dünn, durch Pulvini rau, haarlos, anfangs gelblich grün und später gelblich braun bis dunkel rötlich braun.

### Knospen und Nadeln
Die Knospen sind rotbraun, eiförmig bis kurz zylindrisch, 6 bis 9 Millimeter lang und harzig. Die Nadeln wachsen meist in Paaren selten zu dritt in einer bleibenden, basalen anfangs 5 bis 10 Millimeter langen sich später auf 4 bis 6 Millimeter verkürzenden Nadelscheide. Die Nadeln sind grün, gerade oder mehr oder weniger gekrümmt, steif, oft verdreht, meist 5 bis 7 Zentimeter, selten ab 3 und bis 8 Zentimeter lang und 1 bis 1,5 Millimeter dick. Sie bleiben drei Jahre am Baum. Der Nadelrand ist fein gesägt, das Ende spitz bis kurz zugespitzt und stechend. Auf allen Nadelseiten gibt es feine Spaltöffnungslinien. Es werden meist zwei bis sieben selten weniger oder bis zu 11 Harzkanäle gebildet.

### Zapfen und Samen
Die Pollenzapfen wachsen spiralig angeordnet in dichten Gruppen. Sie sind anfangs grell rot und später beim Reifen der Pollen und dem Anschwellen der Pollensäcke gelb und etwa 1,5 Zentimeter lang. Die Samenzapfen wachsen selten einzeln meist in Wirteln von drei bis sechs und mehr an den Seiten der Zweige. Sie sind beinahe sitzend bis kurz gestielt, asymmetrisch eiförmig-konisch, 5 bis 10 Zentimeter lang bei Durchmessern von 4 bis 6 Zentimetern. Die Zapfen öffnen sich im Laufe von zwei bis drei selten fünf Jahren und bleiben dann noch bis zu 30 Jahren am Baum, bevor sie zusammen mit dem Stiel abfallen. Die offenen Zapfen erreichen an der Basis ihren größten Durchmesser von 8 Zentimeter. Die 90 bis 140 Samenschuppen sind dick holzig und keilförmig. Die Apophyse ist deutlich erhöht, quer gekielt, im Umriss in der Mitte des Zapfens diamantförmig, an der Zapfenbasis konisch und zurückgebogen, orangebraun oder gelblich braun. Der Umbo ist kräftig und mit einem dunklen, scharfen Stachel bewehrt. Die Samen sind verkehrt eiförmig, etwas kantig und abgeflacht, 5 bis 6 Millimeter lang und schwarzbraun. Die Samenflügel sind 15 bis 25 selten auch 30 Millimeter lang und braun.

### Chromosomenzahl
Die Chromosomenzahl beträgt 2n = 24.

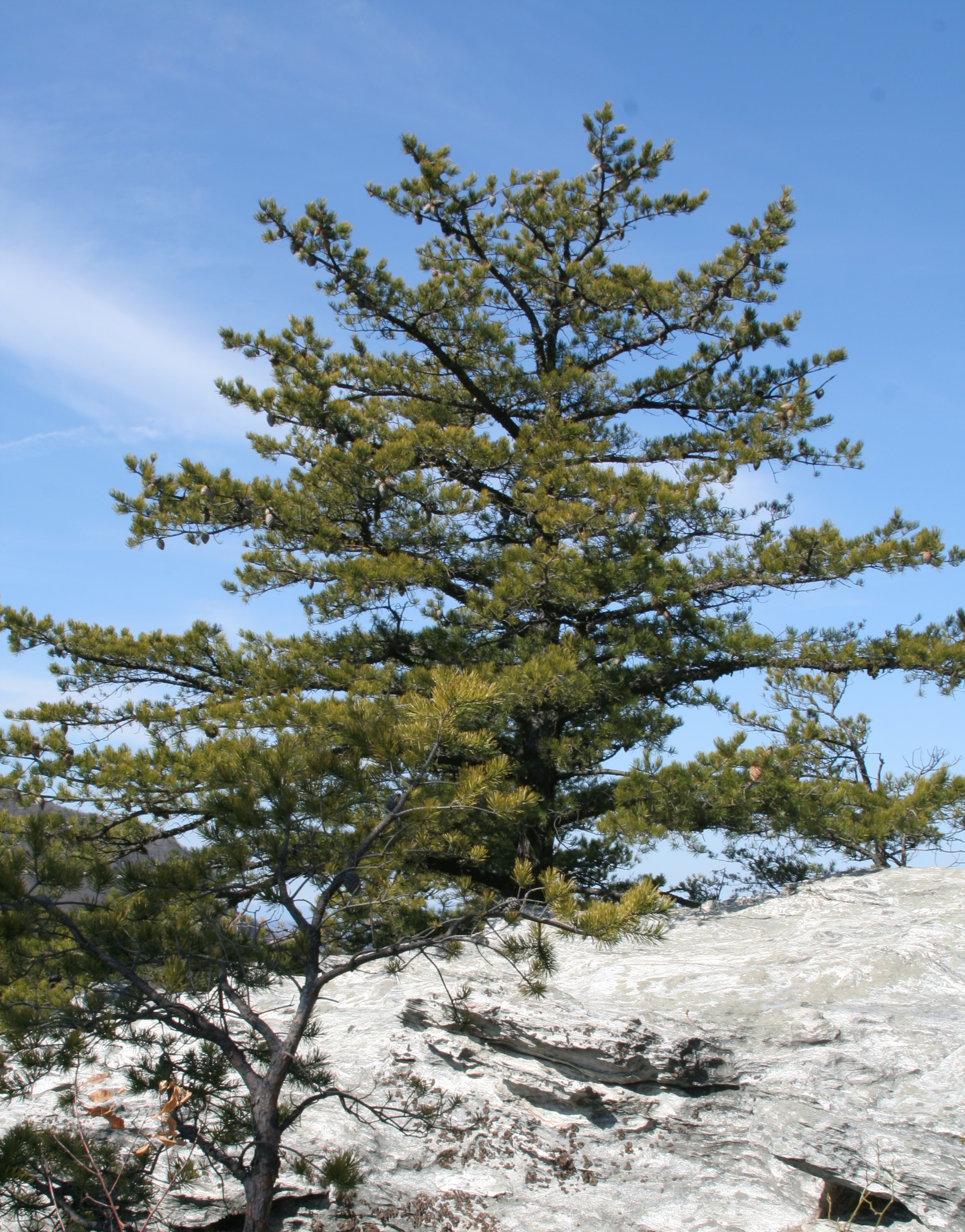
Pinus pungens in North Carolina
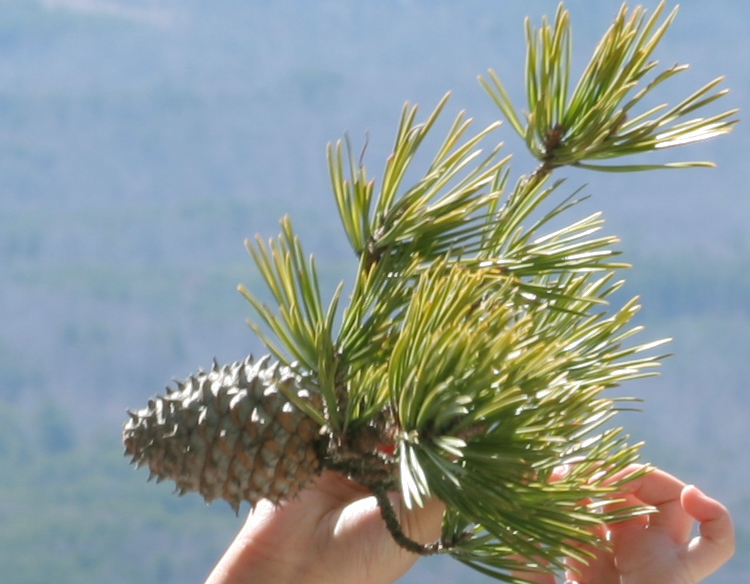
Zweig und Zapfen
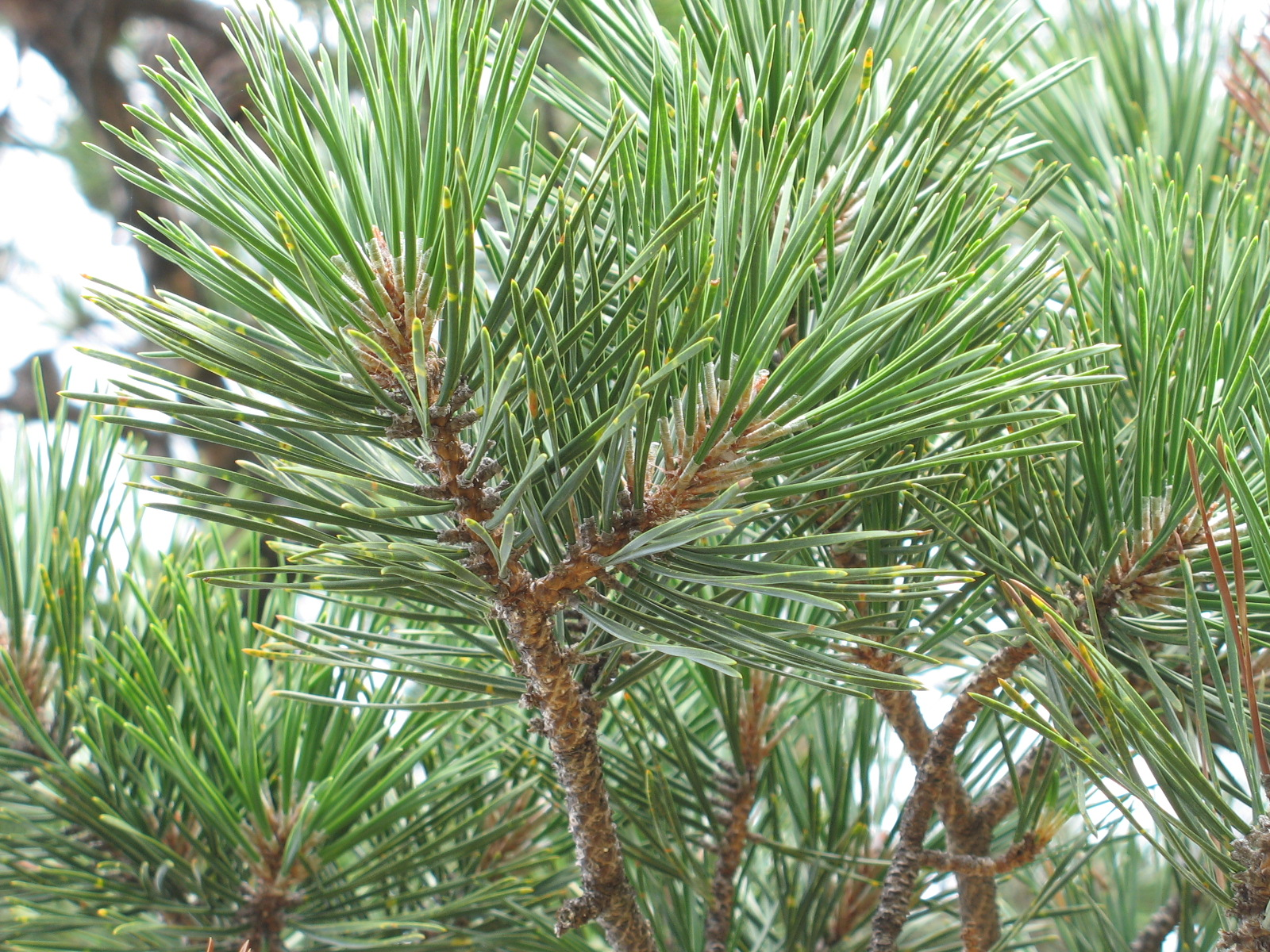
Zweige und Nadeln
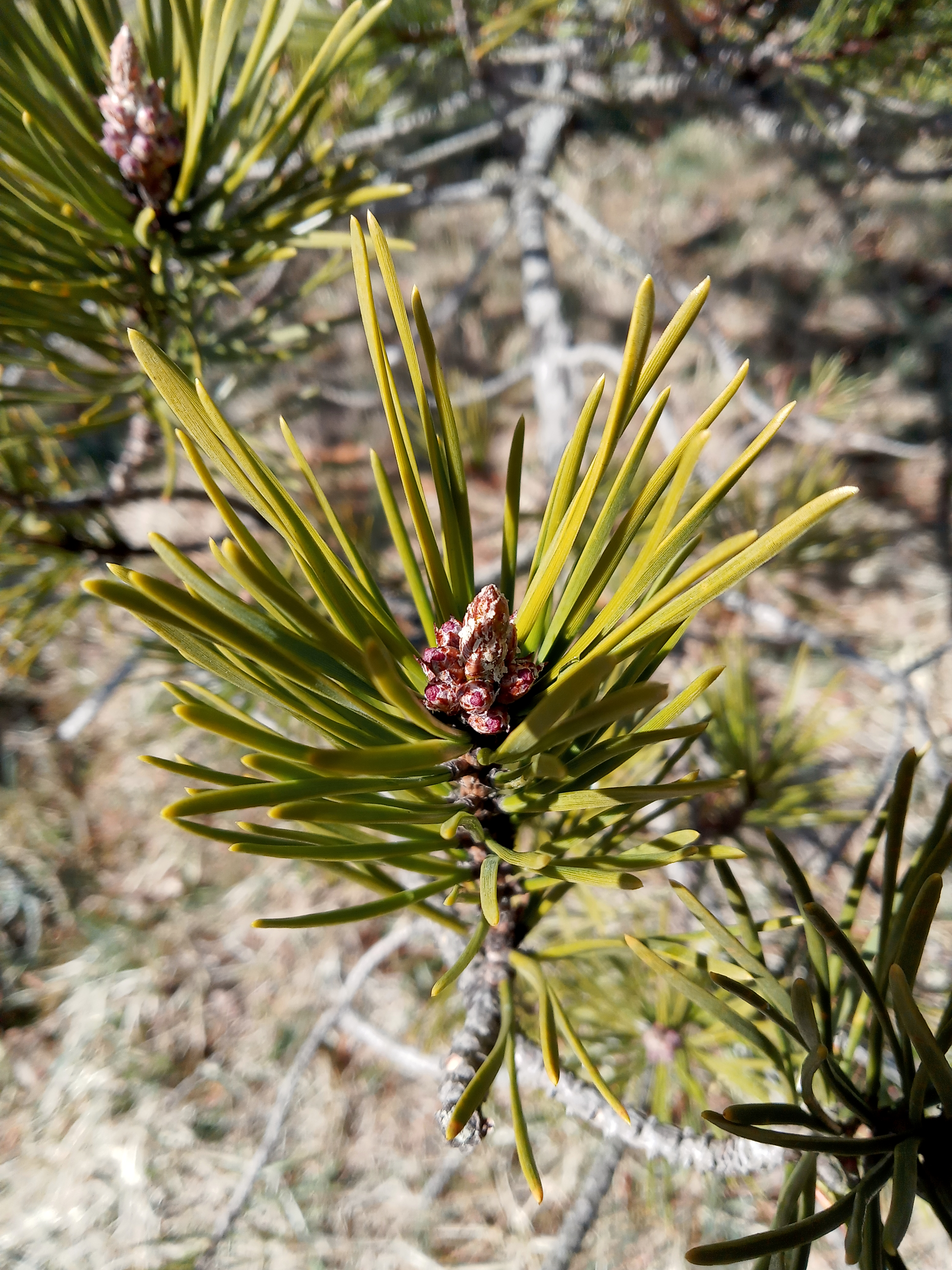
Pollenzapfen (männliche Zapfen)
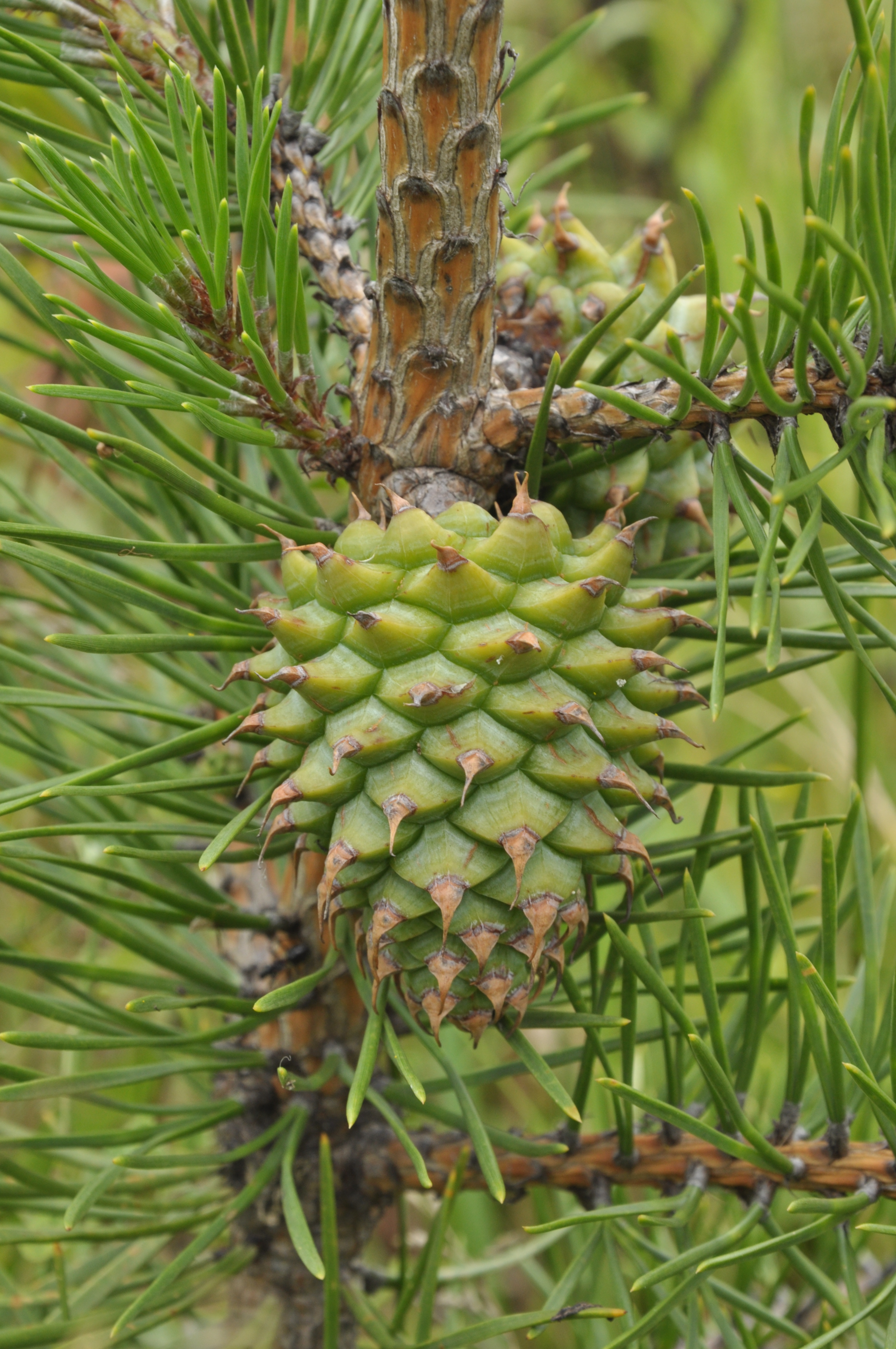
Junger Samenzapfen

## Verbreitung, Ökologie und Gefährdung

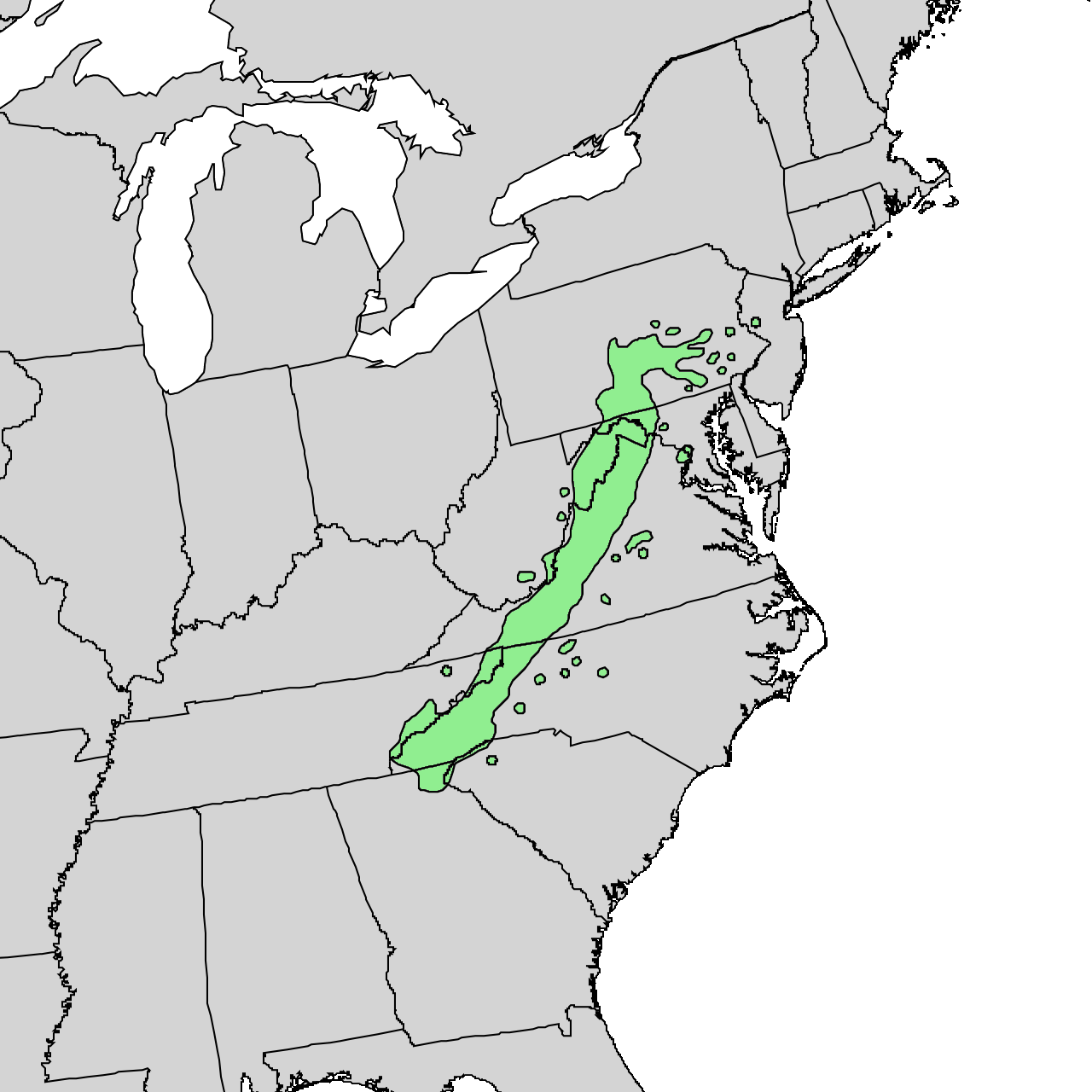
Natürliches Verbreitungsgebiet im Osten der Vereinigten Staaten

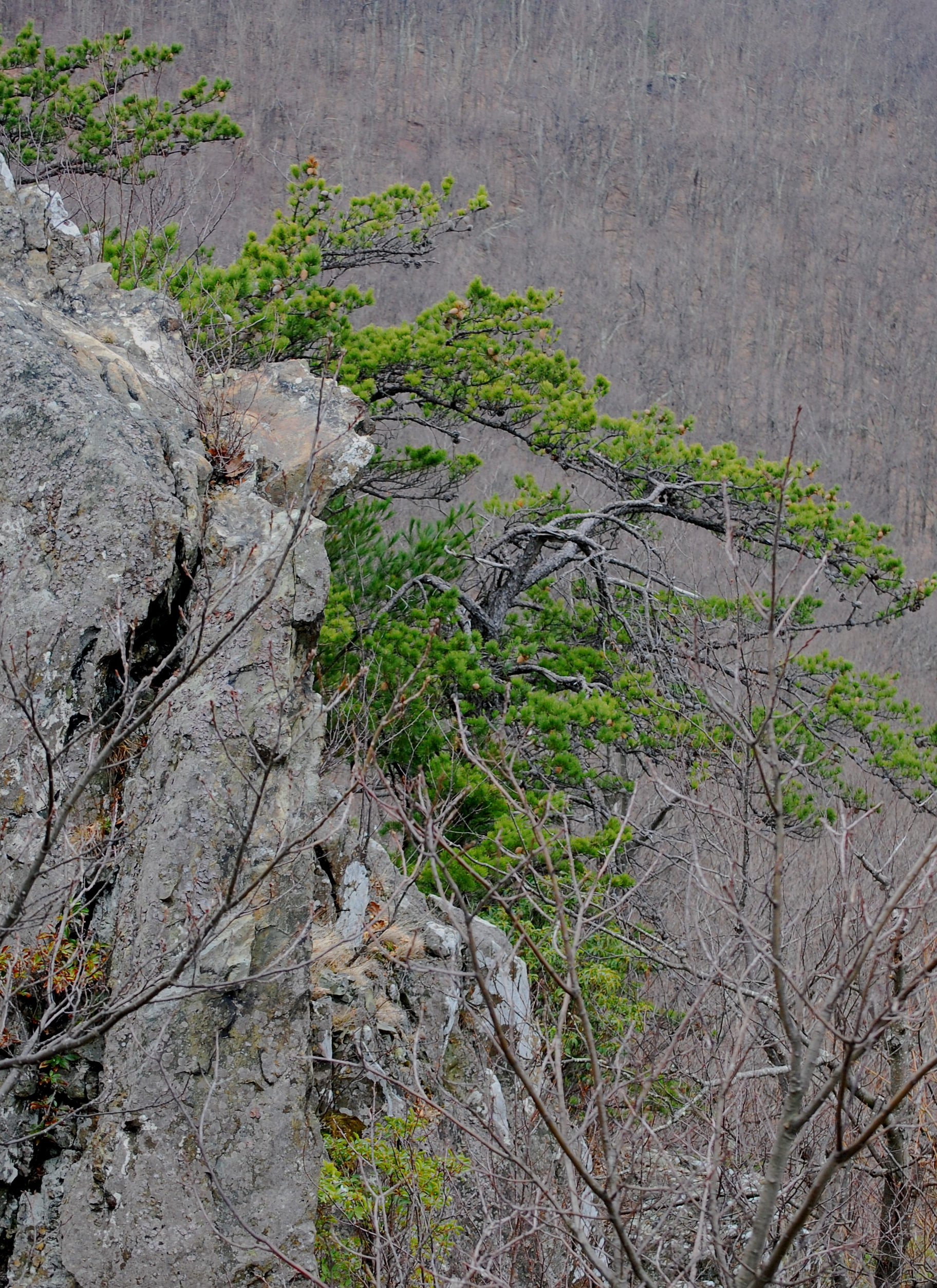
Pinus pungens im Shenandoah-Nationalpark, Virginia

Das natürliche Verbreitungsgebiet von Pinus pungens liegt in den Appalachen in den Bundesstaaten New Jersey, Pennsylvania, West Virginia, Delaware, im Norden von Georgia, in Maryland, im Westen von North Carolina, in South Carolina, Tennessee und Virginia.
Die Art wächst auf trockenen, steinigen Hängen in den Appalachen von den Gebirgsausläufern bis in die Gipfelregion in Höhen von 350 bis 1100 Metern, selten schon ab 100 und bis 1400 Metern. Sie ist damit die am höchsten im Gebirge vorkommende Kiefernart im Südosten der Vereinigten Staaten. Im Süden des Verbreitungsgebiets ist sie über 1300 Metern Höhe die dominante Baumart. Sie wächst auf unterschiedlichen Böden, meidet jedoch kalkhaltigen Untergrund. In hauptsächlich durch Laubwald bestimmten Gebieten beschränkt sich das Verbreitungsgebiet auf felsigen Untergrund. Die mittleren Jahresniederschläge variieren von Norden nach Süden und abhängig von der Höhe zwischen 760 und 2100 Millimetern. Die Sommer sind kühl bis warm, die Winter mäßig kalt und feucht. Das Verbreitungsgebiet wird der Winterhärtezone 6 zugerechnet mit mittleren jährlichen Minimaltemperaturen zwischen −23,3° und −17,8° Celsius (−10 bis 0° Fahrenheit).
Pinus pungens ist eine Pionierart, die sich nach der Zerstörung von Waldteilen beispielsweise durch Feuer schnell ausbreiten kann oder auch aufgegebene Felder wiederbesiedelt. Obwohl erwachsene Bäume aufgrund ihrer vergleichsweise dünnen Borke durch Brände getötet werden, hängt die Fortpflanzung wie bei den meisten südlichen Kiefern der Vereinigten Staaten von Feuern ab. Die dicken Samenzapfen überstehen die Waldbrände und ermöglichen durch die späte Abgabe der Samen die Regeneration der Bestände. Tatsächlich begünstigt das Absterben der ausgewachsenen Bäume sogar das Wachstum der Sämlinge.
In gut etablierten Beständen findet man sie zusammen mit Pinus rigida und in niedrigeren Höhen mit Pinus virginiana oder mit Laubbaumarten wie dem Rot-Ahorn (Acer rubrum), dem Schwarzen Tupelobaum (Nyssa sylvatica), der Korb-Eiche (Quercus michauxii), der Scharlach-Eiche (Quercus coccinea), der Färber-Eiche (Quercus velutina), der Amerikanischen Kastanie (Castanea dentata) oder dem Sauerbaum (Oxydendrum arboreum). Verschiedene Arten der Rhododendren (Rhododendron), der Heidelbeeren (Vaccinium) und der Buckelbeeren (Gaylussacia) zusammen mit der Breitblättrigen Lorbeerrose (Kalmia latifolia), der Berg-Stechpalme (Ilex montana) und die Stechwinde (Smilax glauca) bilden besonders auf steilen Berghängen ein dichtes Unterholz.
In der Roten Liste der IUCN wird Pinus pungens als nicht gefährdet („Lower Risk/least concern“) eingestuft. Es wird jedoch darauf hingewiesen, dass eine Neubeurteilung notwendig ist.

## Systematik
Pinus pungens ist eine Art aus der Gattung der Kiefern (Pinus), in der sie der Untergattung Pinus, Sektion Trifoliae und Untersektion Australes zugeordnet ist. Sie wurde 1805 von Aylmer Bourke Lambert in den Annals of Botany erstmals wissenschaftlich beschrieben. Der Gattungsname Pinus wurde schon von den Römern für mehrere Kiefernarten verwendet. Das Artepitheton pungens stammt aus dem Lateinischen und bedeutet „stechend“ und bezieht sich damit auf den scharfen Stachel des Umbo. Es sind keine Synonyme der Art bekannt.
Pinus pungens bildet mit Pinus rigida natürliche und mit Pinus echinata künstliche Hybride.

## Verwendung
Pinus pungens hat aufgrund ihrer geringen Größe und des häufig krummen Wuchs nur einen geringen Wert als Holzlieferant. Das Holz wird als Feuerholz genutzt oder zu Zellstoff weiterverarbeitet. Durch die Festigung unstabiler Berghänge und als Lebensraum vieler Wildtiere hat sie jedoch eine gewisse ökologische Bedeutung. Die Art wird selten in Gärten verwendet und ist auf Botanische Gärten und Arboreten in Nordamerika und Europa beschränkt.